# Pyrrosia rasamalae
Pyrrosia rasamalae är en stensöteväxtart som först beskrevs av Marian Raciborski och som fick sitt nu gällande namn av K.H. Shing.
Pyrrosia rasamalae ingår i släktet Pyrrosia och familjen Polypodiaceae. Inga underarter finns listade i Catalogue of Life.